# Bolton-Est
Pour les articles homonymes, voir Bolton.
Bolton-Est est une municipalité du Québec située dans la MRC de Memphrémagog en Estrie.

## Toponymie
« Bolton-Est, à proximité du lac Memphrémagog, tire son nom de celui d'un canton de l'Estrie proclamé en 1797. Il fut colonisé très tôt par des Loyalistes et il aurait emprunté sa propre dénomination à une ancienne ville manufacturière de l'Angleterre, Bolton Le Moors (couramment appelée simplement Bolton) et située à 15 km de Manchester dans le Lancashire. La municipalité, érigée en 1876 et anciennement identifiée par le nom de Peasley Corner, serait devenue Bolton-Est pour marquer la position du village dans le canton ».

## Histoire
« Les premiers colons en 1808 sont Américains. Ils s’installent dans ce qui fut appelé à l’époque Kimbolton, pour ensuite devenir Bolton Centre. Le village grandira lentement pour atteindre les 200 habitants vers 1881 alors qu’on y compte deux magasins généraux et deux hôtels. La population demeurera clairsemée tout au long du XXe siècle. La région de Bolton connut, pendant un certain temps, l’exploitation de mines de cuivre qui fermeront vers 1876 à cause de la chute des prix ».
Depuis le milieu du XIXe siècle jusqu’au début de la Deuxième Guerre mondiale, le canton de Bolton connut un démembrement territorial qui donna naissance au canton de Magog (1849), à la municipalité de Bolton-Ouest (1876), à la municipalité d’Eastman (1888), Austin (1938) et Saint-Étienne-de-Bolton (1939). Ce qui en reste aujourd’hui, soit moins du quart du territoire originel du canton, forme la municipalité de Bolton-Est qui a une superficie de 81 km2. La municipalité de Bolton-Est, connue d'abord sous le nom de Peasley Corner, regroupe en 1876 les villages de Bolton Centre (Kimbolton avant 1868) et de South Bolton (anciennement Rexford's Corner) pour former le canton de Bolton.

## Géographie
Bolton-Est est accessible au nord par la route 245 (Route Missisquoi à Bolton) soit à la sortie 106 de l'Autoroute des Cantons-de-l'Est (10) ou via la route 112 à Eastman. Venant du sud, on y accède par la route 243 entre Lac-Brome (Knowlton) et la frontière des États-Unis. La distance entre Bolton-Est et Montréal est de 110 km, tandis qu'il n'y a que 60 km entre Sherbrooke et le village. Cette accessibilité est très avantageuse pour la population, car les Montréalais et les Sherbrookois qui désirent visiter la région touristique de la Vallée de la Missisquoi peuvent facilement s'y rendre. La géographie de Bolton-Est est un peu montagneuse, une chaîne de hauteurs traverse la municipalité en diagonale où plusieurs rivières et ruisseaux prennent leur source. On y trouve le mont Glen. Le paysage est parsemé de lacs, de marécages et de vallées. La municipalité comporte plusieurs lacs dont les lacs Carmen, Nick, Long Pond, Sperling, Spring et Trousers. On y retrouve la rivière Missisquoi qui y fait son passage. On a aussi plusieurs étangs dont Baker, Fisher, George, Johnson et Olive. Il y a aussi les chutes de Bolton, célèbres en raison du spa qui y est associé. C'est sans compter plusieurs petits ruisseaux sans nom qui participent à la richesse hydrographique de la région.

### Frontières
La forme particulière du territoire nécessite certaines précisions.
Au nord-ouest, on retrouve la municipalité de Saint-Étienne-de-Bolton avec la rivière Missisquoi qui sert de frontière naturelle jusqu'au lac Trousers. La frontière entre Bolton-Est et St-Étienne-de-Bolton coupe le lac Trousers en deux, ce qui était relativement facile dû à la forme particulière de ce lac qui comporte deux parties.
Au nord, il y a la municipalité d'Eastman (juste avant l'autoroute 10), la touchant seulement sur sa largeur septentrionale à son extrémité nord-est.
À l'ouest, il y a la municipalité de Bolton-Ouest, la touchant seulement à son extrémité sud-ouest.
À l'est, il y a la municipalité d'Austin qui la touche sur toute sa longueur orientale du nord au sud. La baie Sargent de la rivière Magog, affluent du Lac Memphrémagog, arrive non loin de sa frontière avec Austin au sud du territoire.
Au sud-ouest, il y a le Canton de Potton parfois aussi appelé Mansonville (qui est une des municipalités qui y a été intégrée), la touchant sur toute sa largeur méridionale d'ouest en est.

## Démographie
| 1991 | 1996 | 2001 | 2006 | 2011 | 2016 | 2021  |
| ---- | ---- | ---- | ---- | ---- | ---- | ----- |
| 595  | 651  | 697  | 704  | 910  | 940  | 1 108 |

## Administration
Les élections municipales se font en bloc pour le maire et les six conseillers.
- 1855-1857 : John McMannis
- 1857-1885 : [donnée manquante]
- 1885-1890 : John McMannis
- 1890-1949 : [donnée manquante]
- 1949-1958 : Carlton A. Randall
- 1959-1975 : Joseph Paul Terrio
- 1976-1983 : Kathan (Keene) Peasley
- 1983-1984 : Joan Westland-Eby
- 1985-1989 : Arthur George
- 1989-2001 : Joan Westland-Eby

| Bolton-Est Maires depuis 2001                                                                                        |                   |         |          |
| Élection | Maire             | Qualité | Résultat |
| 2001 | Joan Westland-Eby |         | Voir     |
| 2005 | Joan Westland-Eby | Voir    |          |
| 2009 | Royal Dupuis      |         | Voir     |
| 2013 | Joan Westland-Eby |         | Voir     |
| 2017 | Joan Westland-Eby | Voir    |          |
| 2021 | Vinciane Peeters  |         | Voir     |
| Élection partielle en italique Depuis 2005, les élections sont simultanées dans toutes les municipalités québécoises |                   |         |          |

## Personnalités locales
Parmi les figures historique de Bolton-Est, notons Reginald Fessenden, inventeur de la radio par modulation d'amplitude (AM), ainsi que la bienfaitrice Effie Baker. La municipalité compte aussi de nombreux artistes, dont Richard Bélanger, Hélène Brunet, Jacynthe Comeau, Marie-Andrée Lemieux (sculpture et verrerie et Alexandre Sobolev (icônes russes).

## Attraits historiques

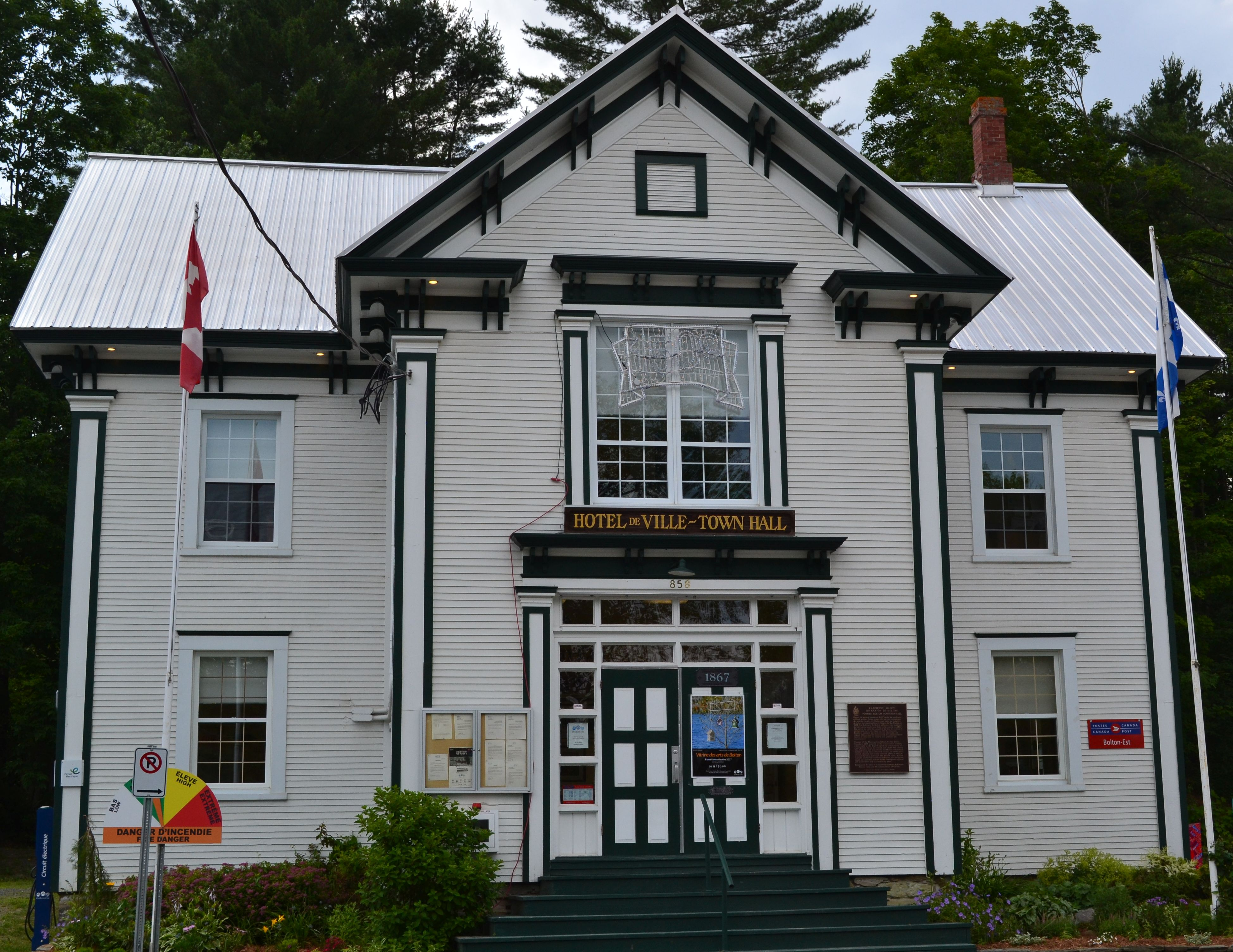
Hôtel de ville de Bolton-Est.

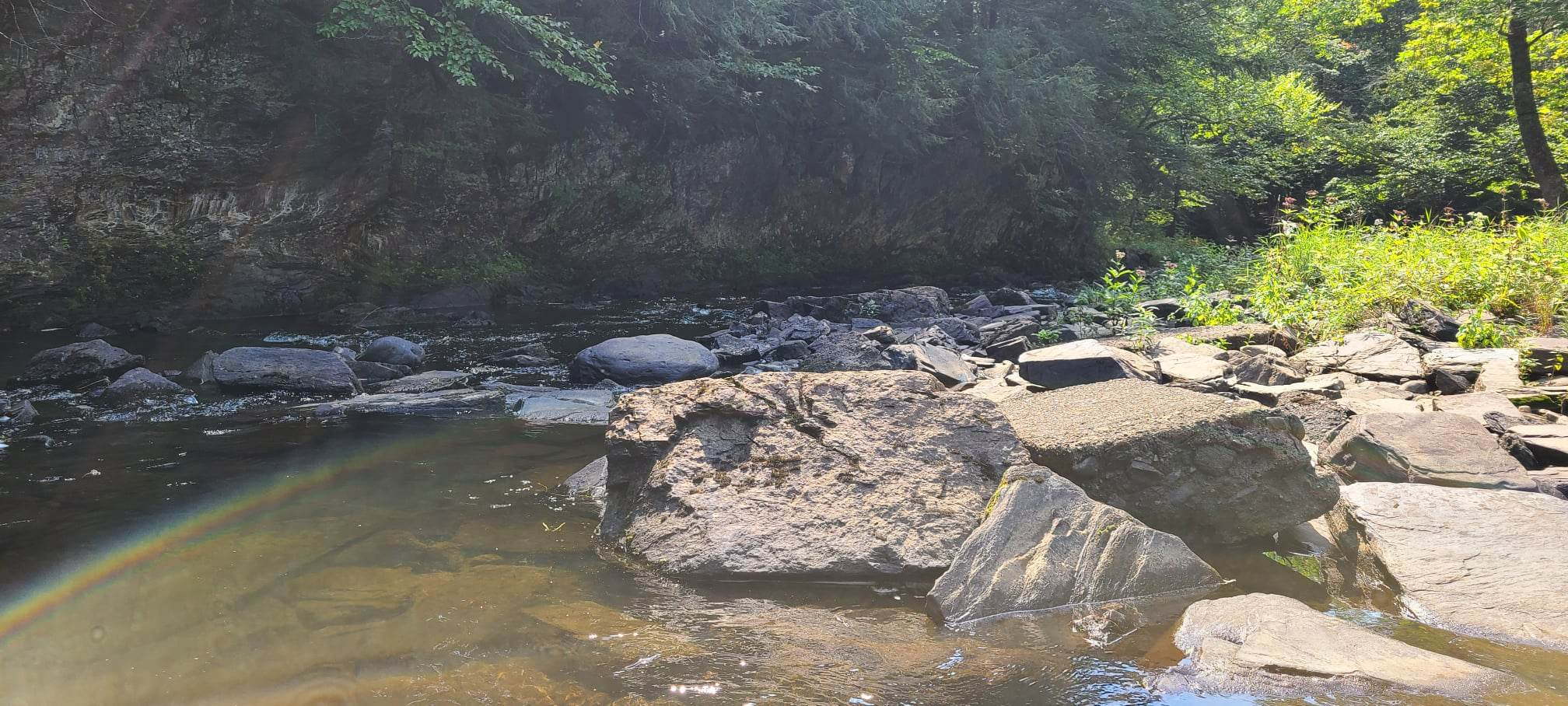
Spa Bolton à Bolton-Est.

- Église Anglicane St-Patrick (1874)
- Église Méthodiste Unie (1879)
- Hôtel de ville de Bolton-Est (1867)[9]
- La petite école « Red School House » (1853) (secteur Bolton-Sud)
- Église anglicane Holy Trinity (1859) (secteur Bolton-Sud)
- Spa des Chutes de Bolton[10]
- Camping du lac Trousers
- Camping Havre-des-Îles (une partie du terrain est situé à Bolton et une autre à Mansonville)[11]
- Auberge L'Iris Bleu[12]
- Gîte La Tanière[13]